# Équipe de Tchécoslovaquie de Coupe Davis
L'équipe de Tchécoslovaquie de Coupe Davis représente la Tchécoslovaquie à partir de 1921 jusqu'en 1992 et a remporté une fois le tournoi, en 1980 (finaliste en 1975).
Depuis 1993, l'équipe de Tchécoslovaquie de Coupe Davis est devenue :
- l'équipe de République tchèque de Coupe Davis ;
- l'équipe de Slovaquie de Coupe Davis.